# غرينتش فيليج
غرينتش فيليج (بالإنجليزية: Greenwich Village)‏ (/ˈɡrɛnɪtʃ/ GREN-itch, /ˈɡrɪn-/ GRIN--, /-ɪdʒ/ --ij) هو حي على الجانب الغربي من مانهاتن السفلى في مدينة نيويورك، يحدها شارع 14 من الشمال، وشارع برودواي من الشرق، وشارع هيوستن من الجنوب، ونهر هدسون إلى الغرب. تحتوي غرينتش فيليج أيضًا على عدة أقسام فرعية، بما في ذلك واست فيليج غرب سيفينث أفينيو وميتباكينغ ديستريكت في الركن الشمالي الغربي من غرينتش فيليج.
يرجع أصل اسمها من الكلمة الهولندية (بالهولندية: Groen wijck)، والتي تعني «الحي الأخضر» «(بالإنجليزية: Green District)‏». عُرفت غرينتش فيليج في القرن العشرين كملاذ للفنانين، وبكونها العاصمة البوهيمية، ومهد حركة حقوق المثليين الحديثة ومهد حركتي «ثقافة الستينات المضادة» و«جيل بيت» في الساحل الشرقي للولايات المتحدة. تحتوي غرينتش فيليج على حديقة واشنطن سكوير بارك، بالإضافة إلى اثنتين من الكليات الخاصة في مدينة نيويورك، جامعة نيويورك وذا نيو سكول.
تعتبر غرينتش فيليج جزء من مانهاتن كوميونيتي ديستريكت 2، وتحرسها الدائرة السادسة التابعة لإدارة شرطة نيويورك. خضعت غرينتش فيليج لعملية تحسين واستطباق واسعة النطاق. الرموز البريدية الأربعة التي تشكل الفيليج - 10011 و 10012 و 10003 و 10014 - صُنفت جميعها من بين أغلى عشرة رموز بريدية في الولايات المتحدة من خلال متوسط سعر المساكن في عام 2014، وفقًا لمجلة فوربس، مع تجاوز أسعار بيع العقارات السكنية في حي ويست فيليج عادة 2100 دولار أمريكي للقدم المربع (أي 23000 دولار أمريكي/م²) في عام 2017.